# 耀华玻璃公司
耀华玻璃公司，1921年由实业家周学熙在天津创办，并在秦皇岛开办工厂。公司由中方和比利时合资，资本1170万元。

## 历史
在1910年代，中國的玻璃工業近乎未曾發展，市場前景廣闊；同時期，一座比利時玻璃工廠有意轉讓弗克法（一種新的玻璃生產方法）的專利權。加上，開灤礦務局的業務早前得到頗為豐厚的盈餘，在知名實業家周學熙的意見下把盈餘用作鼓勵華北地區的實業，具體方法為投資各項新興實業，作為補助。周學熙便決定與比利時的烏德米財團合股，從開灤礦務局提存的股息作为玻璃公司的股本，成立耀華玻璃公司，並設立耀華玻璃廠，在1922年始建。
耀華玻璃廠是亞洲首個擁有弗克法生產線的玻璃廠、中國首家大型玻璃製造企業、中国首家机械化生产玻璃的工厂，其成立為中國玻璃工業拉開序幕，結束了玻璃市場由外資獨佔的情況，這也令玻璃廠位處的秦皇島被認為是中國玻璃工業的搖籃。當時，耀華玻璃廠亦是中國北部唯一一家中外合资企业。玻璃厂在投产首年就成功突破设计能力，生产了16万個20呎標準貨櫃的玻璃，成为中国玻璃產业的龙头。
1933年，耀华玻璃厂建设了二号窑。1936年，日本旭玻璃廠承購了比利時烏德米財團在耀華玻璃公司的股份，玻璃廠因而改為中日合營。抗日戰爭期間，河北省東北部處於冀東防共自治政府的統治，由日本實際控制；在此之下，耀華玻璃廠通過股份收買的形式轉為日資，令日本得以奪取權益。
抗日戰爭勝利後，國民政府接收了日商所持股份，令耀華玻璃廠的營運模式轉為官商合办，官股與民間持股各佔一半。1949年，民國政府退到台灣，玻璃廠沒有隨同遷廠，多數股東亦留在中國大陸。
1950年，毛澤東到訪耀華玻璃廠，視察玻璃生產過程
。1957年，周恩來視察玻璃廠，了解工作環境帶來的健康問題，要求廠方改善勞動條件、注重工人健康，又提出要解決運輸問題，以提升經濟效益。後來，中華人民共和國政府没收了公司的全部股份，把玻璃廠收歸國有。第一個五年計劃期間，耀华玻璃厂扩建了厂房。
到了1990年代，耀华玻璃厂的发展位處顶峰，其生產的產品有玻璃鋼、玻璃管、強化玻璃、防弹玻璃、镀膜玻璃等，並設立了多個分厂。2001年，耀華玻璃廠因城市發展而遷廠；舊址只剩下電燈房、水泵房和水塔，合共佔地1,556平方米。